# Olivia Barber Winters
Olivia Barber Winters is een personage uit de Amerikaanse soapserie The Young and the Restless. Tonya Lee Williams speelde de rol van 1990 tot 2005 en opnieuw op 12 en 13 april 2007.

## Personagebeschrijving
Olivia is een arts. Ze trouwde met Nathans Hastings en kreeg met hem een zoon, Nate. Na de dood van Nathan zocht ze troost bij Malcolm Winters en trouwde met hem. Ze is erg close met haar tante Mamie Johnson en kan niet altijd even goed opschieten met haar zus Drucilla. Haar huwelijk met Malcolm mislukte nadat zij jaloers werd.
Ze werd goed bevriend met Ashley Abbott en toen zij borstkanker had troostte ze haar man Brad Carlton en ze sliepen een keer samen. De relatie ging niet verder en sindsdien is Olivia meer naar de achtergrond verdwenen. Er werd geen verklaring gegeven waarom ze niet meer in beeld kwam.
In 2007 keerde ze terug naar Genoa City om haar familie te steuenen toen Drucilla overleed. Ze legde uit dat ze nu in Mali werkte voor Artsen Zonder Grenzen.